# Rui Duarte
Rui Sandro de Carvalho Duarte (n. 11 octombrie 1980, Lisabona, Portugalia) este un jucător de fotbal din Portugalia care se află sub contract cu echipa 1º Dezembro. În România a jucat pentru FC Rapid București.